# 总裁在上我在下
《總裁在上我在下》（英語：I Love My President Though He Is A Psycho），2017年中国偶像剧。由朱圣祎、潘子剑、叶小开、翁虹、楷旋领衔主演，2017年2月24日于乐视视频首播。改編自姜小牙同名網絡小說《總裁在上我在下》

## 播出时间

### 首播
| 频道     | 所在地   | 播映日期      | 播出时间       |
| -------- | -------- | ------------- | -------------- |
| 乐视视频 | 中国大陆 | 2017年2月24日 | 每週五下午三點 |

## 演员列表

### 主要演员
| 演员   | 角色   | 介绍 | 登场集数            |
| 朱圣祎 | 时小念 | 時家大小姐。三流少女漫畫家，時家養女兒，時笛的無血緣姊姊。幫忙小念親生母親接生的婆婆因為想賺錢，偷偷把小念接生下來賣掉。因三年前的聚會被時笛陷害，唐藝的謊言，被宮歐誤會和時小念一夜情又有宮歐的孩子，被宮歐帶回去城堡逼問孩子的藏處，被認定是宮歐的女人。已和時家斷絕養父母關係。曾喜歡慕千初。現已和宮歐交往,因帶宮歐去治療偏執型人格障礙症，被之前的相親對象莫娜威脅自己的性命，被宮歐強制分手並且解除婚約，其實還深愛著對方。已和宮歐結婚。 | 全劇                |
| 潘子劍 | 宫欧   | NE集團總裁，患有偏執型精神障礙。因三年前的聚會被時笛的陷害,唐藝的謊言，誤會和時小念發生一夜情又有自己的孩子，帶時小念回去城堡逼問孩子的藏處。因為認定是孩子的媽、自己的女人，所以不准其他男人碰觸。日久生情，現已和時小念交往 。因被小念帶去治療偏執型人格障礙症，被之前的相親對象莫娜威脅小念的性命，強制分手並且解除婚約，其實還深愛著對方。已和小念結婚。                                                                                    | 全劇                |
| 叶小开 | 慕千初 | 慕氏集團太子爺，未成年時在小念家當家人，但因為復明需要動手術，導致復原後而失憶，被時笛搶走並且討厭時小念。在術後為了不讓他想起時小念被時笛以藥物控制，後來因為和時笛結婚時為了婚禮的完美未吃藥，而記憶復原了，回憶了和小念在一起的時光及承諾，喜歡時小念。幫忙找回小念的家族，也是當初陷害席家家破人亡的兇手。 | 全劇                |
| 翁虹   | 罗琪   | 宮歐的母親 | 5、7、8、9、10      |
| 楷旋   | 时笛   | 女模特兒&大明星。時小念養父母的親生女兒，時小念的無血緣妹妹。和時小念的大學同學唐藝陷害時小念和宮歐發生一夜情，也趁時小念最愛的男朋友千初復明後失憶，搶走千初並且結婚。 | 1、2、3、4、5、8、9 |
| 陳孝良 | 封德   | 宮歐的管家。原著中是個慈祥和藹的長者，無所不會。 | 全劇                |

### 其他演员
| 演员   | 角色           | 介绍 | 登场集数       |
| 李坤憶 | 莫娜           | 心理醫生，宮歐的家族聯姻對象。 | 5、6、8、9、10 |
| 李豪   | 李哥           | 夏編的丈夫。圖片劇版的宮歐。 | 2、6           |
| 張婧璇 | 夏雨           | 出版社編輯，李哥的妻子。圖片劇版的時小念。 | 2、6、10       |
| 駱俊帆 | 宮彧           | 宮家大少爺，宮歐的哥哥。在11年前的時候約定好要跟宮歐一起看流星雨，卻在來的路上因車開太快，出車禍可是沒人知道他還活著也因為這樣所以他就以Y先生的身份讓小念跟宮歐複合。 | 8、10          |
| 何其煒 | 席鈺           | 時小念的弟弟 | 7、8           |
| 何之舟 | 唐藝           | 時小念大學同學，三年前和時笛下藥時小念，對宮歐下藥並發生一夜情(原著並未得逞)(宮歐誤以為是時小念)。                                                                    | 2、3           |
| 寧幻秋 | 閔秋君         | 時笛的生母，時小念的養母。 | 1、3、4        |
| 郝志剛 | 時忠           | 時笛的生父，時小念的養父。現已和時小念斷絕關係。 | 1、4           |
| 谷欣   | 徐冰心         | 時小念的生母 | 7              |
| 宋宇   | 刀疤醫生       | |                |
| 馬鈺清 | 查爾斯         | 羅琪的管家。 |                |
| 艾毅   | 宮曜           | 宮歐與時小念之子。 |                |
| 郭慶齡 | 小念替身       | |                |
| 鄭偉   | 向清風         | |                |
| 姜彤熠 | 安妮           | |                |
| 張成龍 | 彼得           | |                |
| 陳曉君 | 心理醫生甲     | | 4              |
| 郝天雨 | 心理醫生乙     | | 4              |
| 徐子涵 | 記者           | |                |
| 杜雯雯 | 記者           | |                |
| 果果   | Bob            | 唐藝的兒子。 | 3              |
| 呼亞楠 | 女僕           | |                |
| 劉易   | 伴娘           | |                |
| 南萍   | 超市收銀員大媽 | | 4              |
| 李少龍 | 保鑣           | |                |
| 小豬   | 保鑣           | |                |
| 元坤   | 保鑣           | |                |
| 孫杰   | 小念助理       | |                |
| 刑丹   | 員工           | |                |
| 張鵬飛 | 員工           | |                |
| 陳甜   | 主持人         | |                |
| 趙明月 | 店員           | |                |
| 李述赫 | 路人甲         | |                |
| 鄭國瑞 | 慕千初下屬     | | 1              |
| 楊寶華 | 律師           | |                |
| 林厚文 | 宮曜劇律師     | |                |
| Peter  | 牧師           | | 8              |
| 趙鑫   | 林達           | 林氏企業董事長，唐藝的男友(第二集)。 | 2              |
| 李旭峰 | 醫生甲         | |                |
| 趙磊   | 醫生乙         | |                |

## 网络剧歌曲
| 曲别   | 歌名 | 演唱者 | 作词     | 作曲         |
| 片头曲 | 总裁 | 幂雅   | 徐賢力   | 幂雅         |
| 片尾曲 | 反派 | 叶小开 | 徐賢力   | 徐賢力、幂雅 |
| 推广曲 | 反派 | 简弘亦 | 徐賢力   | 徐賢力、幂雅 |
| 插曲   | 念念 | BY2    | 徐賢力   | 徐賢力       |
| 插曲   | 可能 | 幂雅   | Kino Lee | 徐賢力、幂雅 |